# SN 2008dq
SN 2008dq – supernowa typu Ic odkryta 25 czerwca 2008 roku w galaktyce UGC 10214. W momencie odkrycia miała maksymalną jasność 18,30m.